# Máster de video
Un master de vídeo es una cinta magnética donde se han editado imágenes, diálogos, titulaciones, música y cualquier otro elemento audiovisual hasta conseguir un programa terminado (Ohanian, 1996). Por lo tanto es el primer ejemplar del trabajo que se desea crear y el de más calidad. De él se grabarán las distintas copias o será emitido.
Con la progresiva entrada de los medios digitales, asociar master a una cinta de vídeo del formato que sea es cada vez más anticuado. Actualmente las productoras trabajan con el concepto de master digital o DSM, por sus siglas inglesas de Digital Source Master según Carrasco (2010, p. 29). Pero también en el cine se abandonó hace años, porque actualmente las películas ya no se montan y se hace una copia master o interpositivo, siguiendo el proceso explicado por Konigsberg (2004, p. 138), sino que todo el trabajo de posproducción se realiza informáticamente, indica Carrasco (2010, p. 43).